# Leão-das-cavernas
O chamado leão-das-cavernas, ou  leão-das-cavernas europeu (ou da Eurásia) (Panthera leo spelaea ou P. spelaea,) é uma subespécie extinta de leão. Essa espécie foi identificada através de fósseis e diversos exemplos de arte pré-histórica. O leão-europeu pode ter sido um remanescente do leão-das-cavernas (Panthera leo spelaea) que sobreviveu em épocas históricas.

## Nomenclatura e classificação

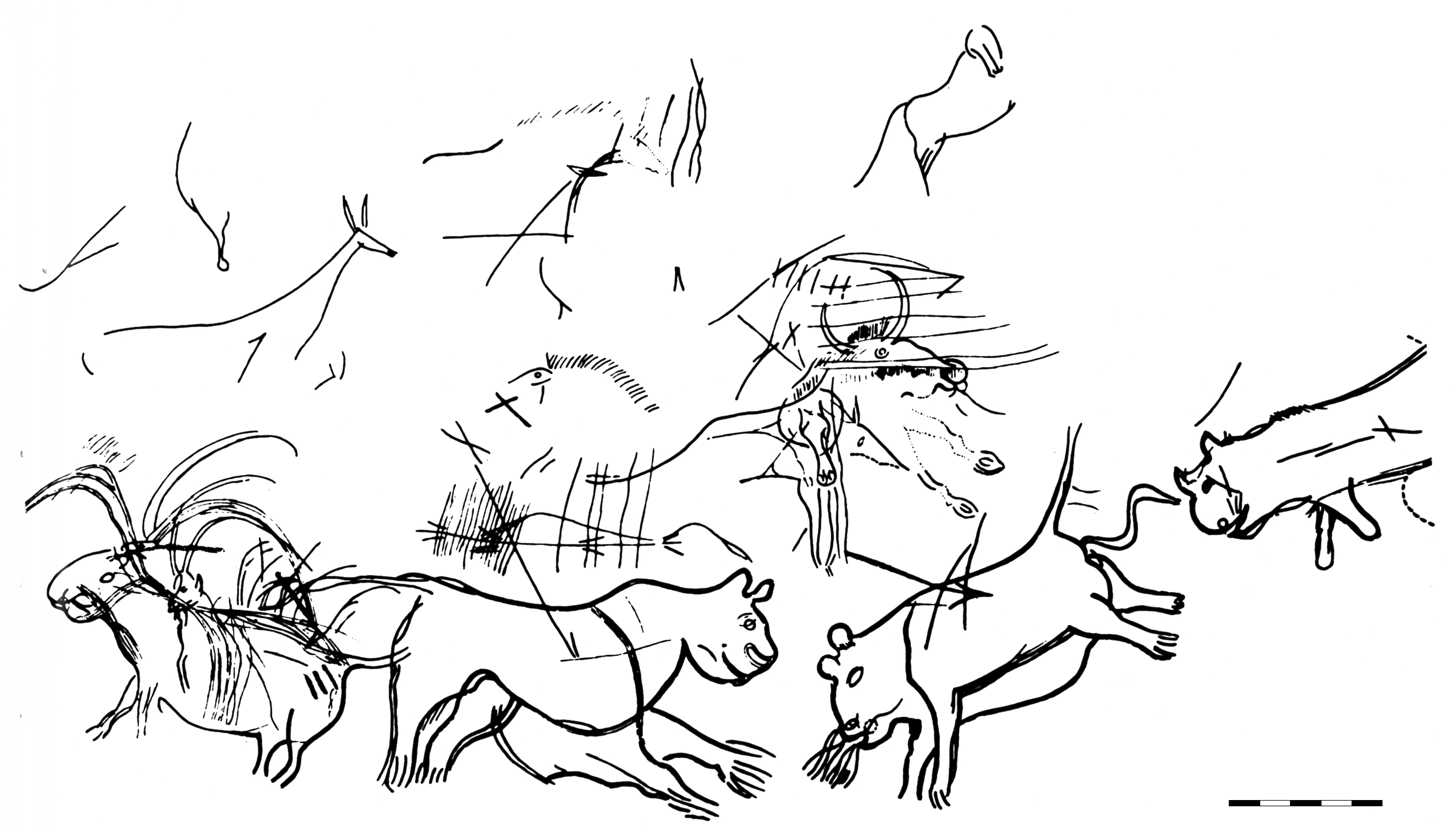
Leões-das-cavernas, Câmara dos Felinos, Cavernas Lascaux

O leão-das-cavernas é algumas vezes considerado uma espécie em si, sob o nome Panthera spelaea, e pelo menos uma autoridade, baseado conclusões obtidas através de comparações do formato de crânios, considera o leão-das-cavernas como sendo um parente mais próximo do tigre, o que resultaria no nome formal Panthera tigris spelaea. Entretanto, estudos genéticos recentes demonstram que, entre os felinos viventes, o leão-das-montanhas está mais proximamente relacionado ao leão moderno e que ele compunha uma única população com o leão-das-cavernas da Beríngia, que era considerado uma forma distinta. Desse modo, a distribuição do leão-das-cavernas ia da Europa ao Alasca até o final do Pleistoceno. Entretanto, não está claro ainda se ele deve ser considerado uma subespécie do leão, ou uma espécie distinta.
Análises do crânio e mandíbulas de um leão que habitou a Iacútia (Rússia), Alasca (EUA), e o Yukon (Canadá) durante o Pleistoceno sugerem que ele pertença a uma subespécie diferente de outros leões pré-históricos, Panthera leo vereshchagini, conhecido como o leão-das-cavernas do Leste Siberiano. Ele seria diferenciado do Panthera leo spelaea por seu tamanho avantajado e do leão-americano (Panthera leo atrox) pelo seu tamanho e proporções de seu crânio. Entretanto, estudos recentes utilizando análises genéticas e DNA ancestral de leões da Beríngia concluíram que não existe evidência para a separação do Panthera leo vereshchagini do leão-das-cavernas europeu. O resultado da análise de DNA dos leões da Europa e do Alasca mostram que eles são indistinguíveis, sugerindo uma única população panmítica.

### Evolução

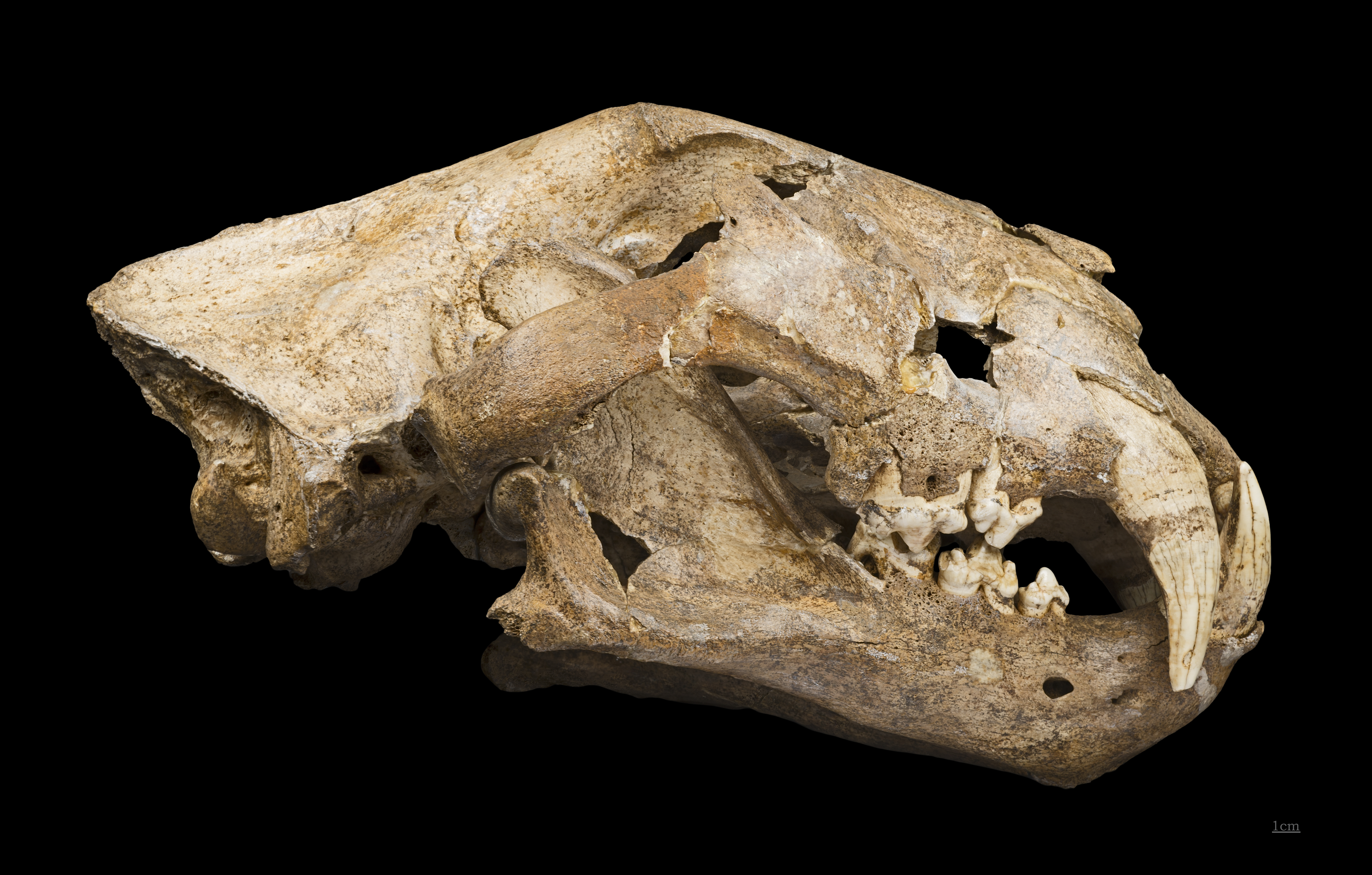
Crânio - MHNT

O leão-das-cavernas (Panthera leo spelea) evoluiu a partir do Panthera leo fossilis, que se encontrava na Europa por volta de 700 mil anos atrás. Evidências genéticas indicam que essa linhagem tenha se isolado dos leões viventes após a sua dispersão em direção da Europa. O P. l. spelaea viveu entre 370 e 10 mil anos atrás, durante o Pleistoceno. Aparentemente foi extinto por volta de 12400 
14C anos atrás, conforme a glaciação de Würm retrocedia.
Sequências de DNA mitocondrial obtidas a partir de fósseis do leão-americano (P. l. atrox) apresentam uma linhagem irmão ao P. l. spelaea, que provavalmente surgiu quando uma população de P. l. spelaea se tornou isolada ao sul do manto de gelo norte-americano por volta de 340 mil anos atrás.
|  | Panthera tigris sondaica |
|  |                          |
|  | Panthera tigris tigris   |
|  |                          |

|  | Panthera pardus pardus     |
|  |                            |
|  | Panthera pardus orientalis |
|  |                            |

|  | \| \| Panthera leo leo \| \| \| \| \| \| Panthera leo melanochaita \| \| \| \| |
|  |                                                                                |
|  | Panthera spelaea                                                               |
|  |                                                                                |
|  | Panthera leo leo                                                               |
|  |                                                                                |
|  | Panthera leo melanochaita                                                      |
|  |                                                                                |

|  | Panthera leo leo          |
|  |                           |
|  | Panthera leo melanochaita |
|  |                           |

|  | Panthera pardus pardus     |
|  |                            |
|  | Panthera pardus orientalis |
|  |                            |

|  | \| \| Panthera leo leo \| \| \| \| \| \| Panthera leo melanochaita \| \| \| \| |
|  |                                                                                |
|  | Panthera spelaea                                                               |
|  |                                                                                |
|  | Panthera leo leo                                                               |
|  |                                                                                |
|  | Panthera leo melanochaita                                                      |
|  |                                                                                |

|  | Panthera leo leo          |
|  |                           |
|  | Panthera leo melanochaita |
|  |                           |

|  | Panthera pardus pardus     |
|  |                            |
|  | Panthera pardus orientalis |
|  |                            |

|  | \| \| Panthera leo leo \| \| \| \| \| \| Panthera leo melanochaita \| \| \| \| |
|  |                                                                                |
|  | Panthera spelaea                                                               |
|  |                                                                                |
|  | Panthera leo leo                                                               |
|  |                                                                                |
|  | Panthera leo melanochaita                                                      |
|  |                                                                                |

|  | Panthera leo leo          |
|  |                           |
|  | Panthera leo melanochaita |
|  |                           |

|  | Panthera pardus pardus     |
|  |                            |
|  | Panthera pardus orientalis |
|  |                            |

|  | \| \| Panthera leo leo \| \| \| \| \| \| Panthera leo melanochaita \| \| \| \| |
|  |                                                                                |
|  | Panthera spelaea                                                               |
|  |                                                                                |
|  | Panthera leo leo                                                               |
|  |                                                                                |
|  | Panthera leo melanochaita                                                      |
|  |                                                                                |

|  | Panthera leo leo          |
|  |                           |
|  | Panthera leo melanochaita |
|  |                           |

|  | Panthera pardus pardus     |
|  |                            |
|  | Panthera pardus orientalis |
|  |                            |

|  | \| \| Panthera leo leo \| \| \| \| \| \| Panthera leo melanochaita \| \| \| \| |
|  |                                                                                |
|  | Panthera spelaea                                                               |
|  |                                                                                |
|  | Panthera leo leo                                                               |
|  |                                                                                |
|  | Panthera leo melanochaita                                                      |
|  |                                                                                |

|  | Panthera leo leo          |
|  |                           |
|  | Panthera leo melanochaita |
|  |                           |

|  | Panthera pardus pardus     |
|  |                            |
|  | Panthera pardus orientalis |
|  |                            |

|  | \| \| Panthera leo leo \| \| \| \| \| \| Panthera leo melanochaita \| \| \| \| |
|  |                                                                                |
|  | Panthera spelaea                                                               |
|  |                                                                                |
|  | Panthera leo leo                                                               |
|  |                                                                                |
|  | Panthera leo melanochaita                                                      |
|  |                                                                                |

|  | Panthera leo leo          |
|  |                           |
|  | Panthera leo melanochaita |
|  |                           |

|  | Panthera pardus pardus     |
|  |                            |
|  | Panthera pardus orientalis |
|  |                            |

|  | \| \| Panthera leo leo \| \| \| \| \| \| Panthera leo melanochaita \| \| \| \| |
|  |                                                                                |
|  | Panthera spelaea                                                               |
|  |                                                                                |
|  | Panthera leo leo                                                               |
|  |                                                                                |
|  | Panthera leo melanochaita                                                      |
|  |                                                                                |

|  | Panthera leo leo          |
|  |                           |
|  | Panthera leo melanochaita |
|  |                           |

|  | Panthera pardus pardus     |
|  |                            |
|  | Panthera pardus orientalis |
|  |                            |

|  | \| \| Panthera leo leo \| \| \| \| \| \| Panthera leo melanochaita \| \| \| \| |
|  |                                                                                |
|  | Panthera spelaea                                                               |
|  |                                                                                |
|  | Panthera leo leo                                                               |
|  |                                                                                |
|  | Panthera leo melanochaita                                                      |
|  |                                                                                |

|  | Panthera leo leo          |
|  |                           |
|  | Panthera leo melanochaita |
|  |                           |

|  | Panthera tigris sondaica |
|  |                          |
|  | Panthera tigris tigris   |
|  |                          |

|  | Panthera pardus pardus     |
|  |                            |
|  | Panthera pardus orientalis |
|  |                            |

|  | \| \| Panthera leo leo \| \| \| \| \| \| Panthera leo melanochaita \| \| \| \| |
|  |                                                                                |
|  | Panthera spelaea                                                               |
|  |                                                                                |
|  | Panthera leo leo                                                               |
|  |                                                                                |
|  | Panthera leo melanochaita                                                      |
|  |                                                                                |

|  | Panthera leo leo          |
|  |                           |
|  | Panthera leo melanochaita |
|  |                           |

|  | Panthera pardus pardus     |
|  |                            |
|  | Panthera pardus orientalis |
|  |                            |

|  | \| \| Panthera leo leo \| \| \| \| \| \| Panthera leo melanochaita \| \| \| \| |
|  |                                                                                |
|  | Panthera spelaea                                                               |
|  |                                                                                |
|  | Panthera leo leo                                                               |
|  |                                                                                |
|  | Panthera leo melanochaita                                                      |
|  |                                                                                |

|  | Panthera leo leo          |
|  |                           |
|  | Panthera leo melanochaita |
|  |                           |

|  | Panthera pardus pardus     |
|  |                            |
|  | Panthera pardus orientalis |
|  |                            |

|  | \| \| Panthera leo leo \| \| \| \| \| \| Panthera leo melanochaita \| \| \| \| |
|  |                                                                                |
|  | Panthera spelaea                                                               |
|  |                                                                                |
|  | Panthera leo leo                                                               |
|  |                                                                                |
|  | Panthera leo melanochaita                                                      |
|  |                                                                                |

|  | Panthera leo leo          |
|  |                           |
|  | Panthera leo melanochaita |
|  |                           |

|  | Panthera pardus pardus     |
|  |                            |
|  | Panthera pardus orientalis |
|  |                            |

|  | \| \| Panthera leo leo \| \| \| \| \| \| Panthera leo melanochaita \| \| \| \| |
|  |                                                                                |
|  | Panthera spelaea                                                               |
|  |                                                                                |
|  | Panthera leo leo                                                               |
|  |                                                                                |
|  | Panthera leo melanochaita                                                      |
|  |                                                                                |

|  | Panthera leo leo          |
|  |                           |
|  | Panthera leo melanochaita |
|  |                           |

|  | Panthera pardus pardus     |
|  |                            |
|  | Panthera pardus orientalis |
|  |                            |

|  | \| \| Panthera leo leo \| \| \| \| \| \| Panthera leo melanochaita \| \| \| \| |
|  |                                                                                |
|  | Panthera spelaea                                                               |
|  |                                                                                |
|  | Panthera leo leo                                                               |
|  |                                                                                |
|  | Panthera leo melanochaita                                                      |
|  |                                                                                |

|  | Panthera leo leo          |
|  |                           |
|  | Panthera leo melanochaita |
|  |                           |

|  | Panthera pardus pardus     |
|  |                            |
|  | Panthera pardus orientalis |
|  |                            |

|  | \| \| Panthera leo leo \| \| \| \| \| \| Panthera leo melanochaita \| \| \| \| |
|  |                                                                                |
|  | Panthera spelaea                                                               |
|  |                                                                                |
|  | Panthera leo leo                                                               |
|  |                                                                                |
|  | Panthera leo melanochaita                                                      |
|  |                                                                                |

|  | Panthera leo leo          |
|  |                           |
|  | Panthera leo melanochaita |
|  |                           |

|  | Panthera pardus pardus     |
|  |                            |
|  | Panthera pardus orientalis |
|  |                            |

|  | \| \| Panthera leo leo \| \| \| \| \| \| Panthera leo melanochaita \| \| \| \| |
|  |                                                                                |
|  | Panthera spelaea                                                               |
|  |                                                                                |
|  | Panthera leo leo                                                               |
|  |                                                                                |
|  | Panthera leo melanochaita                                                      |
|  |                                                                                |

|  | Panthera leo leo          |
|  |                           |
|  | Panthera leo melanochaita |
|  |                           |

|  | Panthera pardus pardus     |
|  |                            |
|  | Panthera pardus orientalis |
|  |                            |

|  | \| \| Panthera leo leo \| \| \| \| \| \| Panthera leo melanochaita \| \| \| \| |
|  |                                                                                |
|  | Panthera spelaea                                                               |
|  |                                                                                |
|  | Panthera leo leo                                                               |
|  |                                                                                |
|  | Panthera leo melanochaita                                                      |
|  |                                                                                |

|  | Panthera leo leo          |
|  |                           |
|  | Panthera leo melanochaita |
|  |                           |

|  | Panthera tigris sondaica |
|  |                          |
|  | Panthera tigris tigris   |
|  |                          |

|  | Panthera pardus pardus     |
|  |                            |
|  | Panthera pardus orientalis |
|  |                            |

|  | \| \| Panthera leo leo \| \| \| \| \| \| Panthera leo melanochaita \| \| \| \| |
|  |                                                                                |
|  | Panthera spelaea                                                               |
|  |                                                                                |
|  | Panthera leo leo                                                               |
|  |                                                                                |
|  | Panthera leo melanochaita                                                      |
|  |                                                                                |

|  | Panthera leo leo          |
|  |                           |
|  | Panthera leo melanochaita |
|  |                           |

|  | Panthera pardus pardus     |
|  |                            |
|  | Panthera pardus orientalis |
|  |                            |

|  | \| \| Panthera leo leo \| \| \| \| \| \| Panthera leo melanochaita \| \| \| \| |
|  |                                                                                |
|  | Panthera spelaea                                                               |
|  |                                                                                |
|  | Panthera leo leo                                                               |
|  |                                                                                |
|  | Panthera leo melanochaita                                                      |
|  |                                                                                |

|  | Panthera leo leo          |
|  |                           |
|  | Panthera leo melanochaita |
|  |                           |

|  | Panthera pardus pardus     |
|  |                            |
|  | Panthera pardus orientalis |
|  |                            |

|  | \| \| Panthera leo leo \| \| \| \| \| \| Panthera leo melanochaita \| \| \| \| |
|  |                                                                                |
|  | Panthera spelaea                                                               |
|  |                                                                                |
|  | Panthera leo leo                                                               |
|  |                                                                                |
|  | Panthera leo melanochaita                                                      |
|  |                                                                                |

|  | Panthera leo leo          |
|  |                           |
|  | Panthera leo melanochaita |
|  |                           |

|  | Panthera pardus pardus     |
|  |                            |
|  | Panthera pardus orientalis |
|  |                            |

|  | \| \| Panthera leo leo \| \| \| \| \| \| Panthera leo melanochaita \| \| \| \| |
|  |                                                                                |
|  | Panthera spelaea                                                               |
|  |                                                                                |
|  | Panthera leo leo                                                               |
|  |                                                                                |
|  | Panthera leo melanochaita                                                      |
|  |                                                                                |

|  | Panthera leo leo          |
|  |                           |
|  | Panthera leo melanochaita |
|  |                           |

|  | Panthera pardus pardus     |
|  |                            |
|  | Panthera pardus orientalis |
|  |                            |

|  | \| \| Panthera leo leo \| \| \| \| \| \| Panthera leo melanochaita \| \| \| \| |
|  |                                                                                |
|  | Panthera spelaea                                                               |
|  |                                                                                |
|  | Panthera leo leo                                                               |
|  |                                                                                |
|  | Panthera leo melanochaita                                                      |
|  |                                                                                |

|  | Panthera leo leo          |
|  |                           |
|  | Panthera leo melanochaita |
|  |                           |

|  | Panthera pardus pardus     |
|  |                            |
|  | Panthera pardus orientalis |
|  |                            |

|  | \| \| Panthera leo leo \| \| \| \| \| \| Panthera leo melanochaita \| \| \| \| |
|  |                                                                                |
|  | Panthera spelaea                                                               |
|  |                                                                                |
|  | Panthera leo leo                                                               |
|  |                                                                                |
|  | Panthera leo melanochaita                                                      |
|  |                                                                                |

|  | Panthera leo leo          |
|  |                           |
|  | Panthera leo melanochaita |
|  |                           |

|  | Panthera pardus pardus     |
|  |                            |
|  | Panthera pardus orientalis |
|  |                            |

|  | \| \| Panthera leo leo \| \| \| \| \| \| Panthera leo melanochaita \| \| \| \| |
|  |                                                                                |
|  | Panthera spelaea                                                               |
|  |                                                                                |
|  | Panthera leo leo                                                               |
|  |                                                                                |
|  | Panthera leo melanochaita                                                      |
|  |                                                                                |

|  | Panthera leo leo          |
|  |                           |
|  | Panthera leo melanochaita |
|  |                           |

|  | Panthera pardus pardus     |
|  |                            |
|  | Panthera pardus orientalis |
|  |                            |

|  | \| \| Panthera leo leo \| \| \| \| \| \| Panthera leo melanochaita \| \| \| \| |
|  |                                                                                |
|  | Panthera spelaea                                                               |
|  |                                                                                |
|  | Panthera leo leo                                                               |
|  |                                                                                |
|  | Panthera leo melanochaita                                                      |
|  |                                                                                |

|  | Panthera leo leo          |
|  |                           |
|  | Panthera leo melanochaita |
|  |                           |

|  | Panthera tigris sondaica |
|  |                          |
|  | Panthera tigris tigris   |
|  |                          |

|  | Panthera pardus pardus     |
|  |                            |
|  | Panthera pardus orientalis |
|  |                            |

|  | \| \| Panthera leo leo \| \| \| \| \| \| Panthera leo melanochaita \| \| \| \| |
|  |                                                                                |
|  | Panthera spelaea                                                               |
|  |                                                                                |
|  | Panthera leo leo                                                               |
|  |                                                                                |
|  | Panthera leo melanochaita                                                      |
|  |                                                                                |

|  | Panthera leo leo          |
|  |                           |
|  | Panthera leo melanochaita |
|  |                           |

|  | Panthera pardus pardus     |
|  |                            |
|  | Panthera pardus orientalis |
|  |                            |

|  | \| \| Panthera leo leo \| \| \| \| \| \| Panthera leo melanochaita \| \| \| \| |
|  |                                                                                |
|  | Panthera spelaea                                                               |
|  |                                                                                |
|  | Panthera leo leo                                                               |
|  |                                                                                |
|  | Panthera leo melanochaita                                                      |
|  |                                                                                |

|  | Panthera leo leo          |
|  |                           |
|  | Panthera leo melanochaita |
|  |                           |

|  | Panthera pardus pardus     |
|  |                            |
|  | Panthera pardus orientalis |
|  |                            |

|  | \| \| Panthera leo leo \| \| \| \| \| \| Panthera leo melanochaita \| \| \| \| |
|  |                                                                                |
|  | Panthera spelaea                                                               |
|  |                                                                                |
|  | Panthera leo leo                                                               |
|  |                                                                                |
|  | Panthera leo melanochaita                                                      |
|  |                                                                                |

|  | Panthera leo leo          |
|  |                           |
|  | Panthera leo melanochaita |
|  |                           |

|  | Panthera pardus pardus     |
|  |                            |
|  | Panthera pardus orientalis |
|  |                            |

|  | \| \| Panthera leo leo \| \| \| \| \| \| Panthera leo melanochaita \| \| \| \| |
|  |                                                                                |
|  | Panthera spelaea                                                               |
|  |                                                                                |
|  | Panthera leo leo                                                               |
|  |                                                                                |
|  | Panthera leo melanochaita                                                      |
|  |                                                                                |

|  | Panthera leo leo          |
|  |                           |
|  | Panthera leo melanochaita |
|  |                           |

|  | Panthera pardus pardus     |
|  |                            |
|  | Panthera pardus orientalis |
|  |                            |

|  | \| \| Panthera leo leo \| \| \| \| \| \| Panthera leo melanochaita \| \| \| \| |
|  |                                                                                |
|  | Panthera spelaea                                                               |
|  |                                                                                |
|  | Panthera leo leo                                                               |
|  |                                                                                |
|  | Panthera leo melanochaita                                                      |
|  |                                                                                |

|  | Panthera leo leo          |
|  |                           |
|  | Panthera leo melanochaita |
|  |                           |

|  | Panthera pardus pardus     |
|  |                            |
|  | Panthera pardus orientalis |
|  |                            |

|  | \| \| Panthera leo leo \| \| \| \| \| \| Panthera leo melanochaita \| \| \| \| |
|  |                                                                                |
|  | Panthera spelaea                                                               |
|  |                                                                                |
|  | Panthera leo leo                                                               |
|  |                                                                                |
|  | Panthera leo melanochaita                                                      |
|  |                                                                                |

|  | Panthera leo leo          |
|  |                           |
|  | Panthera leo melanochaita |
|  |                           |

|  | Panthera pardus pardus     |
|  |                            |
|  | Panthera pardus orientalis |
|  |                            |

|  | \| \| Panthera leo leo \| \| \| \| \| \| Panthera leo melanochaita \| \| \| \| |
|  |                                                                                |
|  | Panthera spelaea                                                               |
|  |                                                                                |
|  | Panthera leo leo                                                               |
|  |                                                                                |
|  | Panthera leo melanochaita                                                      |
|  |                                                                                |

|  | Panthera leo leo          |
|  |                           |
|  | Panthera leo melanochaita |
|  |                           |

|  | Panthera pardus pardus     |
|  |                            |
|  | Panthera pardus orientalis |
|  |                            |

|  | \| \| Panthera leo leo \| \| \| \| \| \| Panthera leo melanochaita \| \| \| \| |
|  |                                                                                |
|  | Panthera spelaea                                                               |
|  |                                                                                |
|  | Panthera leo leo                                                               |
|  |                                                                                |
|  | Panthera leo melanochaita                                                      |
|  |                                                                                |

|  | Panthera leo leo          |
|  |                           |
|  | Panthera leo melanochaita |
|  |                           |

|  | Panthera tigris sondaica |
|  |                          |
|  | Panthera tigris tigris   |
|  |                          |

|  | Panthera pardus pardus     |
|  |                            |
|  | Panthera pardus orientalis |
|  |                            |

|  | \| \| Panthera leo leo \| \| \| \| \| \| Panthera leo melanochaita \| \| \| \| |
|  |                                                                                |
|  | Panthera spelaea                                                               |
|  |                                                                                |
|  | Panthera leo leo                                                               |
|  |                                                                                |
|  | Panthera leo melanochaita                                                      |
|  |                                                                                |

|  | Panthera leo leo          |
|  |                           |
|  | Panthera leo melanochaita |
|  |                           |

|  | Panthera pardus pardus     |
|  |                            |
|  | Panthera pardus orientalis |
|  |                            |

|  | \| \| Panthera leo leo \| \| \| \| \| \| Panthera leo melanochaita \| \| \| \| |
|  |                                                                                |
|  | Panthera spelaea                                                               |
|  |                                                                                |
|  | Panthera leo leo                                                               |
|  |                                                                                |
|  | Panthera leo melanochaita                                                      |
|  |                                                                                |

|  | Panthera leo leo          |
|  |                           |
|  | Panthera leo melanochaita |
|  |                           |

|  | Panthera pardus pardus     |
|  |                            |
|  | Panthera pardus orientalis |
|  |                            |

|  | \| \| Panthera leo leo \| \| \| \| \| \| Panthera leo melanochaita \| \| \| \| |
|  |                                                                                |
|  | Panthera spelaea                                                               |
|  |                                                                                |
|  | Panthera leo leo                                                               |
|  |                                                                                |
|  | Panthera leo melanochaita                                                      |
|  |                                                                                |

|  | Panthera leo leo          |
|  |                           |
|  | Panthera leo melanochaita |
|  |                           |

|  | Panthera pardus pardus     |
|  |                            |
|  | Panthera pardus orientalis |
|  |                            |

|  | \| \| Panthera leo leo \| \| \| \| \| \| Panthera leo melanochaita \| \| \| \| |
|  |                                                                                |
|  | Panthera spelaea                                                               |
|  |                                                                                |
|  | Panthera leo leo                                                               |
|  |                                                                                |
|  | Panthera leo melanochaita                                                      |
|  |                                                                                |

|  | Panthera leo leo          |
|  |                           |
|  | Panthera leo melanochaita |
|  |                           |

|  | Panthera pardus pardus     |
|  |                            |
|  | Panthera pardus orientalis |
|  |                            |

|  | \| \| Panthera leo leo \| \| \| \| \| \| Panthera leo melanochaita \| \| \| \| |
|  |                                                                                |
|  | Panthera spelaea                                                               |
|  |                                                                                |
|  | Panthera leo leo                                                               |
|  |                                                                                |
|  | Panthera leo melanochaita                                                      |
|  |                                                                                |

|  | Panthera leo leo          |
|  |                           |
|  | Panthera leo melanochaita |
|  |                           |

|  | Panthera pardus pardus     |
|  |                            |
|  | Panthera pardus orientalis |
|  |                            |

|  | \| \| Panthera leo leo \| \| \| \| \| \| Panthera leo melanochaita \| \| \| \| |
|  |                                                                                |
|  | Panthera spelaea                                                               |
|  |                                                                                |
|  | Panthera leo leo                                                               |
|  |                                                                                |
|  | Panthera leo melanochaita                                                      |
|  |                                                                                |

|  | Panthera leo leo          |
|  |                           |
|  | Panthera leo melanochaita |
|  |                           |

|  | Panthera pardus pardus     |
|  |                            |
|  | Panthera pardus orientalis |
|  |                            |

|  | \| \| Panthera leo leo \| \| \| \| \| \| Panthera leo melanochaita \| \| \| \| |
|  |                                                                                |
|  | Panthera spelaea                                                               |
|  |                                                                                |
|  | Panthera leo leo                                                               |
|  |                                                                                |
|  | Panthera leo melanochaita                                                      |
|  |                                                                                |

|  | Panthera leo leo          |
|  |                           |
|  | Panthera leo melanochaita |
|  |                           |

|  | Panthera pardus pardus     |
|  |                            |
|  | Panthera pardus orientalis |
|  |                            |

|  | \| \| Panthera leo leo \| \| \| \| \| \| Panthera leo melanochaita \| \| \| \| |
|  |                                                                                |
|  | Panthera spelaea                                                               |
|  |                                                                                |
|  | Panthera leo leo                                                               |
|  |                                                                                |
|  | Panthera leo melanochaita                                                      |
|  |                                                                                |

|  | Panthera leo leo          |
|  |                           |
|  | Panthera leo melanochaita |
|  |                           |

|  | Panthera tigris sondaica |
|  |                          |
|  | Panthera tigris tigris   |
|  |                          |

|  | Panthera pardus pardus     |
|  |                            |
|  | Panthera pardus orientalis |
|  |                            |

|  | \| \| Panthera leo leo \| \| \| \| \| \| Panthera leo melanochaita \| \| \| \| |
|  |                                                                                |
|  | Panthera spelaea                                                               |
|  |                                                                                |
|  | Panthera leo leo                                                               |
|  |                                                                                |
|  | Panthera leo melanochaita                                                      |
|  |                                                                                |

|  | Panthera leo leo          |
|  |                           |
|  | Panthera leo melanochaita |
|  |                           |

|  | Panthera pardus pardus     |
|  |                            |
|  | Panthera pardus orientalis |
|  |                            |

|  | \| \| Panthera leo leo \| \| \| \| \| \| Panthera leo melanochaita \| \| \| \| |
|  |                                                                                |
|  | Panthera spelaea                                                               |
|  |                                                                                |
|  | Panthera leo leo                                                               |
|  |                                                                                |
|  | Panthera leo melanochaita                                                      |
|  |                                                                                |

|  | Panthera leo leo          |
|  |                           |
|  | Panthera leo melanochaita |
|  |                           |

|  | Panthera pardus pardus     |
|  |                            |
|  | Panthera pardus orientalis |
|  |                            |

|  | \| \| Panthera leo leo \| \| \| \| \| \| Panthera leo melanochaita \| \| \| \| |
|  |                                                                                |
|  | Panthera spelaea                                                               |
|  |                                                                                |
|  | Panthera leo leo                                                               |
|  |                                                                                |
|  | Panthera leo melanochaita                                                      |
|  |                                                                                |

|  | Panthera leo leo          |
|  |                           |
|  | Panthera leo melanochaita |
|  |                           |

|  | Panthera pardus pardus     |
|  |                            |
|  | Panthera pardus orientalis |
|  |                            |

|  | \| \| Panthera leo leo \| \| \| \| \| \| Panthera leo melanochaita \| \| \| \| |
|  |                                                                                |
|  | Panthera spelaea                                                               |
|  |                                                                                |
|  | Panthera leo leo                                                               |
|  |                                                                                |
|  | Panthera leo melanochaita                                                      |
|  |                                                                                |

|  | Panthera leo leo          |
|  |                           |
|  | Panthera leo melanochaita |
|  |                           |

|  | Panthera pardus pardus     |
|  |                            |
|  | Panthera pardus orientalis |
|  |                            |

|  | \| \| Panthera leo leo \| \| \| \| \| \| Panthera leo melanochaita \| \| \| \| |
|  |                                                                                |
|  | Panthera spelaea                                                               |
|  |                                                                                |
|  | Panthera leo leo                                                               |
|  |                                                                                |
|  | Panthera leo melanochaita                                                      |
|  |                                                                                |

|  | Panthera leo leo          |
|  |                           |
|  | Panthera leo melanochaita |
|  |                           |

|  | Panthera pardus pardus     |
|  |                            |
|  | Panthera pardus orientalis |
|  |                            |

|  | \| \| Panthera leo leo \| \| \| \| \| \| Panthera leo melanochaita \| \| \| \| |
|  |                                                                                |
|  | Panthera spelaea                                                               |
|  |                                                                                |
|  | Panthera leo leo                                                               |
|  |                                                                                |
|  | Panthera leo melanochaita                                                      |
|  |                                                                                |

|  | Panthera leo leo          |
|  |                           |
|  | Panthera leo melanochaita |
|  |                           |

|  | Panthera pardus pardus     |
|  |                            |
|  | Panthera pardus orientalis |
|  |                            |

|  | \| \| Panthera leo leo \| \| \| \| \| \| Panthera leo melanochaita \| \| \| \| |
|  |                                                                                |
|  | Panthera spelaea                                                               |
|  |                                                                                |
|  | Panthera leo leo                                                               |
|  |                                                                                |
|  | Panthera leo melanochaita                                                      |
|  |                                                                                |

|  | Panthera leo leo          |
|  |                           |
|  | Panthera leo melanochaita |
|  |                           |

|  | Panthera pardus pardus     |
|  |                            |
|  | Panthera pardus orientalis |
|  |                            |

|  | \| \| Panthera leo leo \| \| \| \| \| \| Panthera leo melanochaita \| \| \| \| |
|  |                                                                                |
|  | Panthera spelaea                                                               |
|  |                                                                                |
|  | Panthera leo leo                                                               |
|  |                                                                                |
|  | Panthera leo melanochaita                                                      |
|  |                                                                                |

|  | Panthera leo leo          |
|  |                           |
|  | Panthera leo melanochaita |
|  |                           |

|  | Panthera tigris sondaica |
|  |                          |
|  | Panthera tigris tigris   |
|  |                          |

|  | Panthera pardus pardus     |
|  |                            |
|  | Panthera pardus orientalis |
|  |                            |

|  | \| \| Panthera leo leo \| \| \| \| \| \| Panthera leo melanochaita \| \| \| \| |
|  |                                                                                |
|  | Panthera spelaea                                                               |
|  |                                                                                |
|  | Panthera leo leo                                                               |
|  |                                                                                |
|  | Panthera leo melanochaita                                                      |
|  |                                                                                |

|  | Panthera leo leo          |
|  |                           |
|  | Panthera leo melanochaita |
|  |                           |

|  | Panthera pardus pardus     |
|  |                            |
|  | Panthera pardus orientalis |
|  |                            |

|  | \| \| Panthera leo leo \| \| \| \| \| \| Panthera leo melanochaita \| \| \| \| |
|  |                                                                                |
|  | Panthera spelaea                                                               |
|  |                                                                                |
|  | Panthera leo leo                                                               |
|  |                                                                                |
|  | Panthera leo melanochaita                                                      |
|  |                                                                                |

|  | Panthera leo leo          |
|  |                           |
|  | Panthera leo melanochaita |
|  |                           |

|  | Panthera pardus pardus     |
|  |                            |
|  | Panthera pardus orientalis |
|  |                            |

|  | \| \| Panthera leo leo \| \| \| \| \| \| Panthera leo melanochaita \| \| \| \| |
|  |                                                                                |
|  | Panthera spelaea                                                               |
|  |                                                                                |
|  | Panthera leo leo                                                               |
|  |                                                                                |
|  | Panthera leo melanochaita                                                      |
|  |                                                                                |

|  | Panthera leo leo          |
|  |                           |
|  | Panthera leo melanochaita |
|  |                           |

|  | Panthera pardus pardus     |
|  |                            |
|  | Panthera pardus orientalis |
|  |                            |

|  | \| \| Panthera leo leo \| \| \| \| \| \| Panthera leo melanochaita \| \| \| \| |
|  |                                                                                |
|  | Panthera spelaea                                                               |
|  |                                                                                |
|  | Panthera leo leo                                                               |
|  |                                                                                |
|  | Panthera leo melanochaita                                                      |
|  |                                                                                |

|  | Panthera leo leo          |
|  |                           |
|  | Panthera leo melanochaita |
|  |                           |

|  | Panthera pardus pardus     |
|  |                            |
|  | Panthera pardus orientalis |
|  |                            |

|  | \| \| Panthera leo leo \| \| \| \| \| \| Panthera leo melanochaita \| \| \| \| |
|  |                                                                                |
|  | Panthera spelaea                                                               |
|  |                                                                                |
|  | Panthera leo leo                                                               |
|  |                                                                                |
|  | Panthera leo melanochaita                                                      |
|  |                                                                                |

|  | Panthera leo leo          |
|  |                           |
|  | Panthera leo melanochaita |
|  |                           |

|  | Panthera pardus pardus     |
|  |                            |
|  | Panthera pardus orientalis |
|  |                            |

|  | \| \| Panthera leo leo \| \| \| \| \| \| Panthera leo melanochaita \| \| \| \| |
|  |                                                                                |
|  | Panthera spelaea                                                               |
|  |                                                                                |
|  | Panthera leo leo                                                               |
|  |                                                                                |
|  | Panthera leo melanochaita                                                      |
|  |                                                                                |

|  | Panthera leo leo          |
|  |                           |
|  | Panthera leo melanochaita |
|  |                           |

|  | Panthera pardus pardus     |
|  |                            |
|  | Panthera pardus orientalis |
|  |                            |

|  | \| \| Panthera leo leo \| \| \| \| \| \| Panthera leo melanochaita \| \| \| \| |
|  |                                                                                |
|  | Panthera spelaea                                                               |
|  |                                                                                |
|  | Panthera leo leo                                                               |
|  |                                                                                |
|  | Panthera leo melanochaita                                                      |
|  |                                                                                |

|  | Panthera leo leo          |
|  |                           |
|  | Panthera leo melanochaita |
|  |                           |

|  | Panthera pardus pardus     |
|  |                            |
|  | Panthera pardus orientalis |
|  |                            |

|  | \| \| Panthera leo leo \| \| \| \| \| \| Panthera leo melanochaita \| \| \| \| |
|  |                                                                                |
|  | Panthera spelaea                                                               |
|  |                                                                                |
|  | Panthera leo leo                                                               |
|  |                                                                                |
|  | Panthera leo melanochaita                                                      |
|  |                                                                                |

|  | Panthera leo leo          |
|  |                           |
|  | Panthera leo melanochaita |
|  |                           |

|  | Panthera tigris sondaica |
|  |                          |
|  | Panthera tigris tigris   |
|  |                          |

|  | Panthera pardus pardus     |
|  |                            |
|  | Panthera pardus orientalis |
|  |                            |

|  | \| \| Panthera leo leo \| \| \| \| \| \| Panthera leo melanochaita \| \| \| \| |
|  |                                                                                |
|  | Panthera spelaea                                                               |
|  |                                                                                |
|  | Panthera leo leo                                                               |
|  |                                                                                |
|  | Panthera leo melanochaita                                                      |
|  |                                                                                |

|  | Panthera leo leo          |
|  |                           |
|  | Panthera leo melanochaita |
|  |                           |

|  | Panthera pardus pardus     |
|  |                            |
|  | Panthera pardus orientalis |
|  |                            |

|  | \| \| Panthera leo leo \| \| \| \| \| \| Panthera leo melanochaita \| \| \| \| |
|  |                                                                                |
|  | Panthera spelaea                                                               |
|  |                                                                                |
|  | Panthera leo leo                                                               |
|  |                                                                                |
|  | Panthera leo melanochaita                                                      |
|  |                                                                                |

|  | Panthera leo leo          |
|  |                           |
|  | Panthera leo melanochaita |
|  |                           |

|  | Panthera pardus pardus     |
|  |                            |
|  | Panthera pardus orientalis |
|  |                            |

|  | \| \| Panthera leo leo \| \| \| \| \| \| Panthera leo melanochaita \| \| \| \| |
|  |                                                                                |
|  | Panthera spelaea                                                               |
|  |                                                                                |
|  | Panthera leo leo                                                               |
|  |                                                                                |
|  | Panthera leo melanochaita                                                      |
|  |                                                                                |

|  | Panthera leo leo          |
|  |                           |
|  | Panthera leo melanochaita |
|  |                           |

|  | Panthera pardus pardus     |
|  |                            |
|  | Panthera pardus orientalis |
|  |                            |

|  | \| \| Panthera leo leo \| \| \| \| \| \| Panthera leo melanochaita \| \| \| \| |
|  |                                                                                |
|  | Panthera spelaea                                                               |
|  |                                                                                |
|  | Panthera leo leo                                                               |
|  |                                                                                |
|  | Panthera leo melanochaita                                                      |
|  |                                                                                |

|  | Panthera leo leo          |
|  |                           |
|  | Panthera leo melanochaita |
|  |                           |

|  | Panthera pardus pardus     |
|  |                            |
|  | Panthera pardus orientalis |
|  |                            |

|  | \| \| Panthera leo leo \| \| \| \| \| \| Panthera leo melanochaita \| \| \| \| |
|  |                                                                                |
|  | Panthera spelaea                                                               |
|  |                                                                                |
|  | Panthera leo leo                                                               |
|  |                                                                                |
|  | Panthera leo melanochaita                                                      |
|  |                                                                                |

|  | Panthera leo leo          |
|  |                           |
|  | Panthera leo melanochaita |
|  |                           |

|  | Panthera pardus pardus     |
|  |                            |
|  | Panthera pardus orientalis |
|  |                            |

|  | \| \| Panthera leo leo \| \| \| \| \| \| Panthera leo melanochaita \| \| \| \| |
|  |                                                                                |
|  | Panthera spelaea                                                               |
|  |                                                                                |
|  | Panthera leo leo                                                               |
|  |                                                                                |
|  | Panthera leo melanochaita                                                      |
|  |                                                                                |

|  | Panthera leo leo          |
|  |                           |
|  | Panthera leo melanochaita |
|  |                           |

|  | Panthera pardus pardus     |
|  |                            |
|  | Panthera pardus orientalis |
|  |                            |

|  | \| \| Panthera leo leo \| \| \| \| \| \| Panthera leo melanochaita \| \| \| \| |
|  |                                                                                |
|  | Panthera spelaea                                                               |
|  |                                                                                |
|  | Panthera leo leo                                                               |
|  |                                                                                |
|  | Panthera leo melanochaita                                                      |
|  |                                                                                |

|  | Panthera leo leo          |
|  |                           |
|  | Panthera leo melanochaita |
|  |                           |

|  | Panthera pardus pardus     |
|  |                            |
|  | Panthera pardus orientalis |
|  |                            |

|  | \| \| Panthera leo leo \| \| \| \| \| \| Panthera leo melanochaita \| \| \| \| |
|  |                                                                                |
|  | Panthera spelaea                                                               |
|  |                                                                                |
|  | Panthera leo leo                                                               |
|  |                                                                                |
|  | Panthera leo melanochaita                                                      |
|  |                                                                                |

|  | Panthera leo leo          |
|  |                           |
|  | Panthera leo melanochaita |
|  |                           |

## Descrição

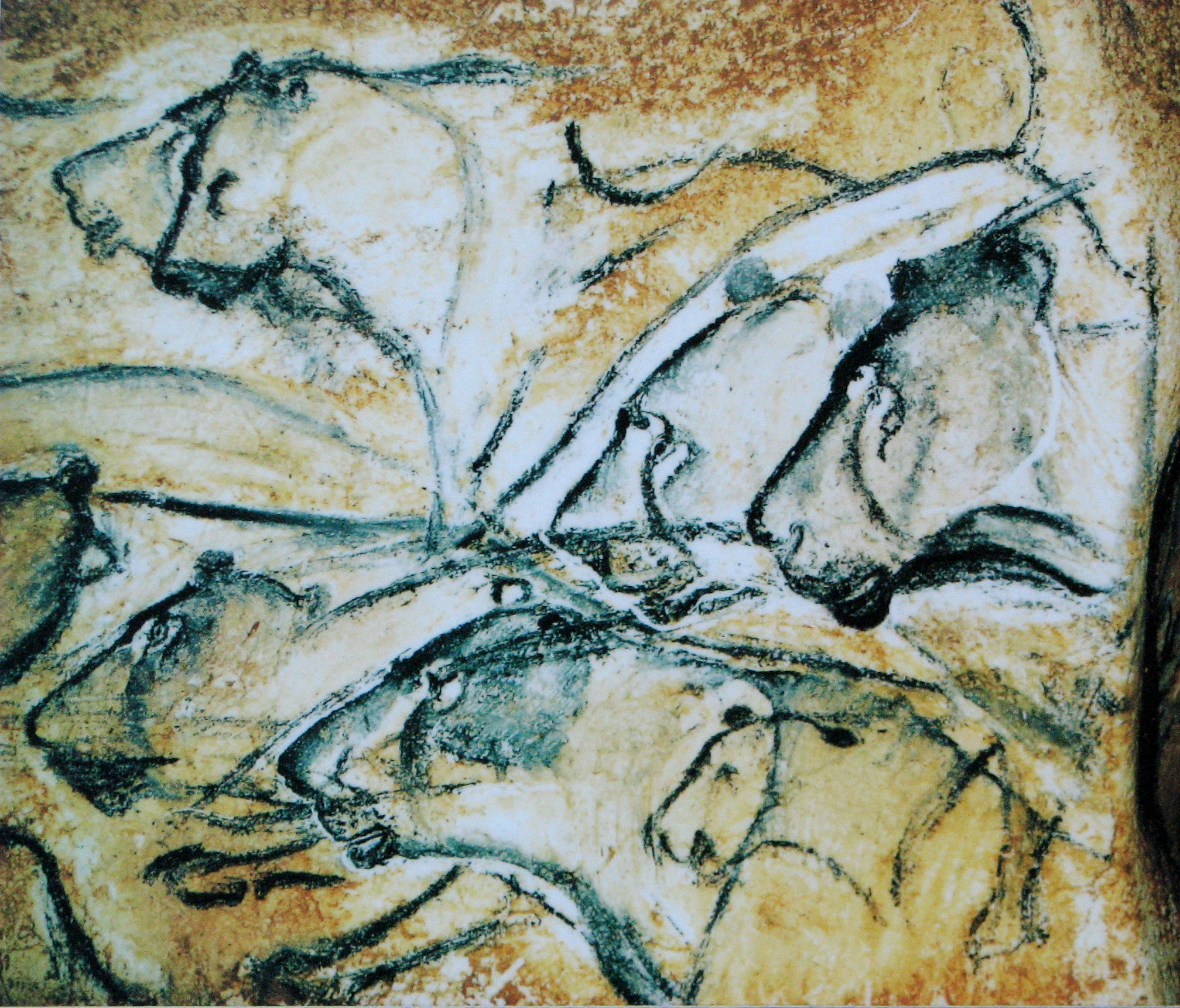
Réplica do leão-das-cavernas da Caverna Chauvet, França

Essa subespécie foi um dos maiores leões conhecidos. O esqueleto de um macho adulto, que foi achado em 1985 próximo de Siegsdorf (Alemanha) possui uma altura até os ombros de 1.2m (3 pés e 11 polegadas) e o comprimento cabeça-corpo de 2.1m (6 pés e 11 polegadas), sem contar a cauda. Esse é o mesmo tamanho de um leão moderno bem grande. O tamanho desse macho foi excedido por outros espécimes dessa mesma subespécie. Esse felino é 8%-10% maior que um leão moderno, porém é menor que a outra subespécie extinta Panthera leo fossilis ou o relativamente maior leão-americano  (Panthera leo atrox). O leão-das-cavernas também foi representado em pinturas rupestres do período paleolítico, esculturas em marfim e figuras de barro. Essas representações indicam que o leão-das-cavernas possuía orelhas arredondadas, cauda de ponta peluda e possivelmente listras esmaecidas similares a de tigres, e que possivelmente possuía uma juba primitiva ao redor dos seus pescoços, indicativas de machos. Outros artefatos arqueológicos indicam que ele foi representado em rituais religiosos no paleolítico.

## Comportamento

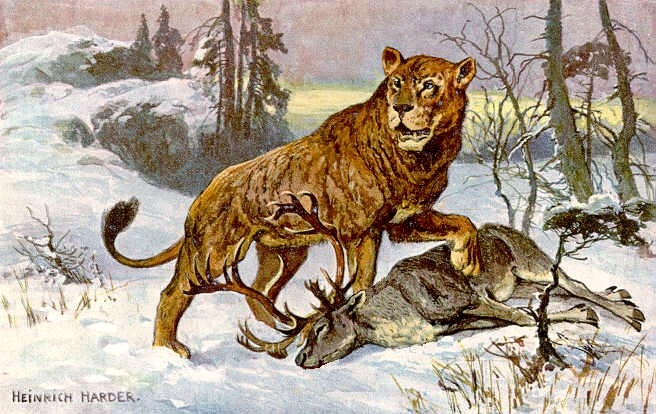
Leão-das-cavernas com uma rena, por Heinrich Harder

Esse carnívoro ativo provavelmente predava grandes herbívoros, incluindo cavalos, veados, renas, bisões ou mesmo mamutes feridos ou juvenis que poderiam ser mortos por uma poderosa mordida. Algumas das pinturas em cavernas mostram diversos leões caçando juntos, o que sugere a mesma estratégia de caça dos leões modernos. Análises de isótopos de colágeno de amostras de ossos obtidas de fósseis sugerem que a dieta dos leões-das-cavernas do noroeste europeu consistia primariamente de renas e filhotes de ursos. Existe uma possibilidade de mudança na preferência dietária devido ao desaparecimento da hiena-das-cavernas. Os últimos leões-das-cavernas parecem ter focado em renas, levando à quase extinção ou extirpação de ambas as espécies.

## Distribuição geográfica

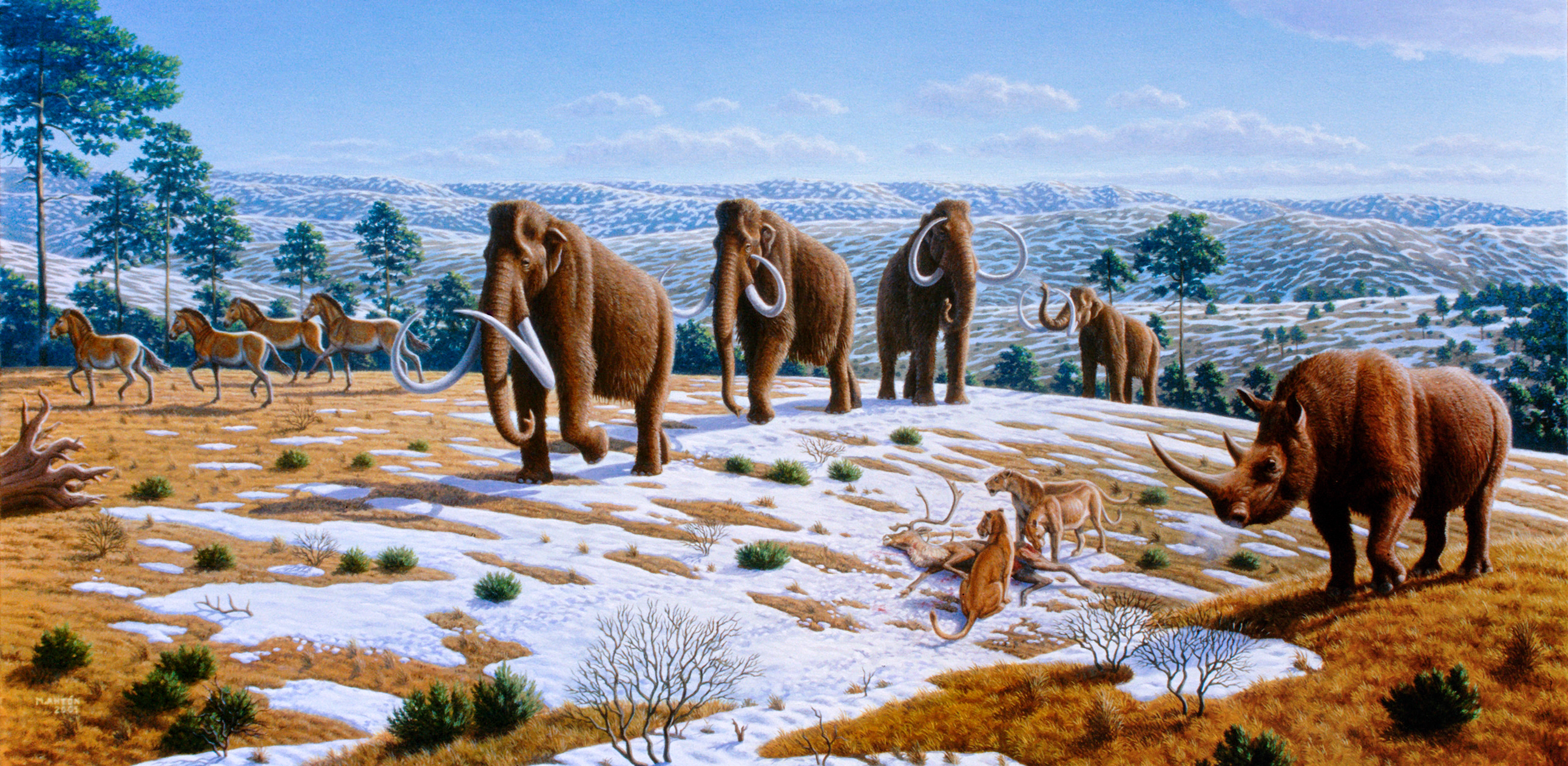
Leão-das-cavernas e outros animais da fauna da Era do Gelo no norte da Espanha, por Mauricio Antón

Leões-das-cavernas podiam ser encontrados em partes da Europa, Ásia, e noroeste da América do Norte, da Inglaterra, Alemanha e Espanha e através do Estreito de Bering ao território Yukon (Canadá), e da Sibéria ao Turquistão.

## Habitat
O leão-das-cavernas recebeu esse nome comum porque grande quantidades de seus restos mortais foram encontrados em cavernas. Ele possuía uma grande tolerância para habitats, porém preferia florestas de coníferas e áreas gramadas, onde existiam diversos herbívoros de grande porte. Pegadas fossilizadas de leões, que podem ser encontradas próximas à pegadas de renas demonstram que os leões existiam também em ambientes de clima subpolar. A presença de esqueletos articulados de leões-das-cavernas adultos dentro de cavernas com ursos indica que esses leões podem ter ocasionalmente entrado nessas tocas para atacar ursos em estado de hibernação, morrendo durante essas tentativas.

## Espécimes

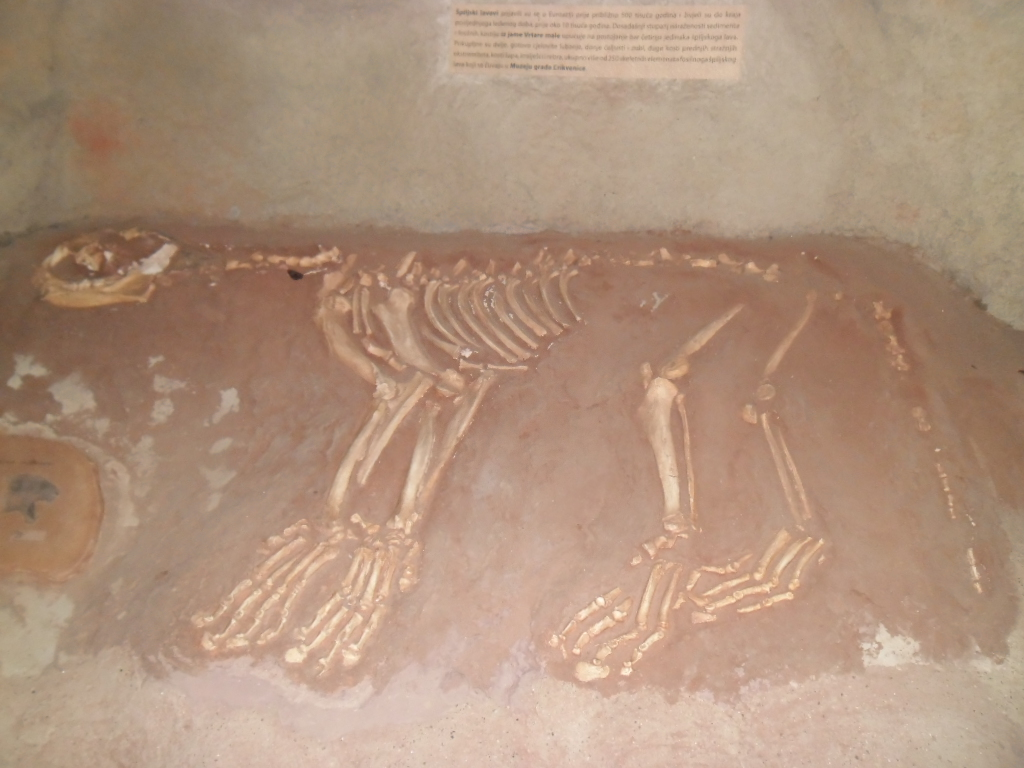
Esqueleto de Panthera leo spelaea no Zôo de Zagreb

Em outubro de 2015 dois filhotes de leões-da-caverna congelados, com idade estimada de 10 mil anos, foram descoberta na Iacútia, Sibéria em pergelissolo. Pesquisas conduzidas nesses espécimes, denominados Uyan e Dina, indicam que os filhotes tinham aproximadamente uma semana de idade na ocasião de suas mortes, uma vez que sua dentição juvenil não havia brotado. Evidências adicionais indicam que os filhotes, como em leões modernos, estavam escondidos em uma toca. Pesquisadores supõe que os filhotes foram presos e mortos em uma avalanche, e que sem a presença de ar eles foram conservados em ótimas condições. Uma segunda expedição ao sítio onde eles foram encontrados está sendo planejada para 2016, na expectativa de encontrar os restos mortais de outros filhotes e talvez de sua mãe.

### Sobre leões
- Leão europeu
- leão-americano, Pantera leo atrox.
- Homem-leão

### Outros espécimes congelados
- Yuka (mamute)
- Mamute de Yukagir
- Mamute-lanoso
- Rinoceronte-lanudo

### Locais com espécimes congelados
- Rio Kolyma
- Oymyakon
- Yukagir